# Estafa
L'estafa és un delicte econòmic que consisteix en enganyar algú amb l'objectiu d'obtenir un benefici econòmic o patrimonial il·lícit en perjudici d'una altra persona. Aquest engany es produeix mitjançant artificis, manipulacions o la presentació de dades falses o incompletes que indueixen la víctima a prendre decisions perjudicials per als seus interessos. L'estafa està regulada en els codis penals de la majoria de països i pot adoptar diverses formes, com fraus financers, estafes electròniques o vendes enganyoses, entre d'altres. La gravetat del delicte es valora segons la quantitat defraudada, les circumstàncies i les conseqüències per a la víctima.
A Espanya aquest delicte es troba recollit a l'article 248 del Codi Penal, en concret, al Títol XIII dels delictes contra el patrimoni i contra l'ordre econòmic, Capítol VI, de les defraudacions, Secció 1a de les estafes. Aquest delicte comporta una pena de presó de sis mesos a tres anys, depenent de l’import estafat.

## Elements bàsics
El delicte estableix una sèrie d'elements que calen per considerar-se com a tal:
En primer lloc, l'engany ha de ser prou per induir a la confusió, cosa que va enllaçada amb que, si s'ha aconseguit aquest engany suficient, la conducta no pot ser d'una altra manera que intencionada, és a dir, hi ha dol.
En segon lloc, es tracta d'un delicte contra el patrimoni, per la qual cosa no es produeix l'estafa fins que no s'ha produït un d’any en aquest. Per tant, el bé jurídic protegit es el patrimoni.
En tercer lloc, cal que sigui amb ànim de lucre, és a dir, amb l'objectiu d'obtenir un benefici econòmic.
I, finalment, s'exigeix una relació de causalitat davant la qual l'engany causi l'error/confusió, aquest error causi un dany patrimonial i el dany patrimonial provoqui un perjudici a la víctima.

Es poden distingir diferents tipus d'estafa, des del tipus bàsic descrit anteriorment, l'estafa processal, l'estafa informàtica, etc.

## Estafa Informàtica
Actualment l'estafa informàtica està regulada a l'article 249. 1 a).
Aquest tipus d'estafa va sorgir per primera vegada al Codi Penal del 1995 davant la necessitat d'un tipus penal que cobrís béns intangibles. Tot i així, aquest estava pensat per condemnar les accions fraudulentes dutes a terme amb targetes bancàries en caixers automàtics. Per això, la resta d’accions informàtiques quedaven relegades al tipus penal d’estafa bàsic.
El problema de l'estafa bàsica és que requereix prou engany per cometre's, element del qual és difícil d'atribuir als delictes informàtics, ja que no es pot enganyar a una màquina. Davant d'això, es va incloure el subtipus d'estafa informàtica a l'article 248.2 a), encara que actualment es recull al 249.1 a).
En aquest nou subtipus, s'elimina l'element principal de l'estafa que és l'engany, és a dir, induir algú a error, ja que el dany al patrimoni com a tal el fa la màquina no la persona. Per tant, el delicte d'estafa informàtica es basa en una manipulació informàtica, on no hi ha engany, que causa una transferència no desitjada, la qual provoca un perjudici a algú (a si mateix o a una altra persona).
D'altra banda, també hi ha l'estafa de dades de crèdit, que, si bé suposa un subtipus diferent, també es pot considerar un delicte informàtic en cas que es tracti del robatori de les dades de les targetes de crèdit mitjançant instruments tecnològics.

### Tipus d'estafes informàtiques.[3]

#### Dialer.
És un programa maliciós pensat per realitzar connexions telefòniques a partir de números amb una tarifació especial de molt alt cost a través del mòdem, sense que els mateixos usuaris de telèfons se n'adonin, a causa d'una informació escassa, deficient o nul·la. Sol dur-se a terme mitjançant pàgines de dubtosa procedència, en què s'obliga a l'usuari a descarregar programes per poder seguir gaudint dels seus continguts, els quals, un cop instal·lats al nostre ordinador, creen una connexió a Internet (diferent a la utilitzada habitualment) mitjançant una línia telefònica.
Seguint el funcionament normal de les connexions a Internet, cada vegada que un usuari es connecta, el mòdem marca una sèrie de números concrets i es realitza una “trucada” al vostre proveïdor d'Internet. El cost habitual d'aquestes trucades són aquells que s'han pactat en contractar aquest servei. En canvi, el programa Dialer aprofita la trucada al proveïdor per canviar la sèrie de números que marca el mòdem, establint un nombre d'un proveïdor estranger, cobrant la tarifació especial en tractar-se d'una trucada internacional.
Generalment, l'usuari no és conscient d'aquest canvi i és on apareix la il·licitud del fet, ja que, jurídicament parlant, el Dialer no és un programa il·legal sempre que s'adverteixi de manera clara i concisa l'ús que es farà aquest, cosa que és poc habitual, ja que si no els usuaris no acceptarien.

#### Compra online.
En aquest cas poden ser víctimes tant el client, per la compra d'un producte que no existeix, que no arriba a lliurar-se o que no compleix el que estableix l'anunci, com el venedor, per alteracions en el pagament del producte. De fet, si bé la por dels clients a ser estafats és el principal problema que el comerç en línia no evolucioni com s'espera/pretén, segons un estudi realitzat per l'AECE (Associació Espanyola de Comerç Electrònic) els principals afectats per les estafes són les empreses i no els consumidors.

#### Trashing.[5]
En realitat, és una tècnica poc utilitzada. També s'anomena tècnica del Dumpster diving basada en la recollida d'informació privada que prèviament havia estat eliminada per l'usuari.

#### Phishing.
És la tècnica més similar al tipus bàsic d'estafa, ja que mitjançant l'enginyeria social utilitza l'engany per obtenir informació. En aquest, el delinqüent envia molts missatges a la víctima aparentment de pàgines web conegudes o de confiança per a aquesta, com pot ser el banc, correus o una botiga on es compra habitualment (ex. Amazon). En aquests missatges s'inclouen frases que cridin l'atenció de la víctima, com ara “verificació de compte”, “paquet aturat en duanes” o “descomptes…”, les quals, juntament amb l'aparent oficialitat de l'emissor del missatge, són enganyades.
A més, en aquests missatges, solen aparèixer links que redirigeixen a pàgines molt similars a les oficials i en què se sol·licita a la víctima informació privada que finalment arribarà al delinqüent.
Actualment, també es fa una distinció de Vishing i Smishing a causa de l'augment d'usuaris que són més conscients i més previnguts amb els correus electrònics que reben. Totes dues són tècniques de Phishing dutes a terme mitjançant VoIP (tècnica que permet fer o rebre trucades a través d'Internet, com les que es poden fer a través de Whatsapp) o SMS.

#### Pharming.[6]
Es tracta d'una tècnica on s'infecta, mitjançant un troià o un altre programa, el sistema DNS. Aquest sistema s'encarrega d'associar les IP corresponents a cada domini introduït, és a dir, cada cop que un usuari cerca alguna pàgina web i l'escriu, el DNS codifica les paraules introduïdes i les associa a la IP registrada per a aquesta pàgina. Ara bé, el pharming altera el DNS fent que, en cercar una pàgina web, el DNS associï aquesta amb la IP de la pàgina web duplicada, i per tant, una no oficial. Un cop en aquesta pàgina duplicada, l'usuari difícilment podrà distingir entre una o altra i en inserir dades privades, com les de la targeta de crèdit, els delinqüents tindran accés a tots.

#### Spyware.
Es tracta d'un programa que, en instal·lar-se a l'ordinador de l'usuari, espia les seves activitats cada vegada que es connecta a Internet. Així, recopilen informació sense el seu consentiment, vulnerant els drets de confidencialitat. Generalment s'usa per a fins comercials, ja que es recopila l'activitat de l'usuari, com, per exemple, quines pagines ha visitat, quant de temps hi va estar, etc. per posteriorment vendre-la (així les empreses poden veure quan estem interessats en alguns productes i fer-nos publicitat, o enviar missatges).
Tot i així, dins dels spywares també trobem els keyloggers, els quals són capaços d'analitzar les tecles premudes al teclat per desxifrar codis, usuaris, contrasenyes, etc.

#### SPAM.
Es tracta de la tramesa massiva de missatges no consentits per l'usuari, generalment de publicitat. Aquesta tècnica com a tal no suposa un delicte (almenys a Espanya), però sí que sol ser un pas previ per discriminar entre víctimes i cometre altres delictes.
Ara bé, sí que és un dels mètodes il·legals que s'utilitza per recopilar adreces de correu electrònic, les quals, en moltes ocasions, són les necessàries per a la resta de delictes informàtics.